# 木村昇 (歌手)
木村 昇（きむら のぼる、1952年 - 2024年10月18日）は、日本の男性シンガーソングライター、作曲家。兵庫県姫路市出身、宮城県仙台市在住。通名：木村 泰章（）、本名：李 昇辰（）。

## 来歴
1969年に17歳で上京して「上野信一と東京ラティーノス」のオーディションに合格し、アルトサックスとしてバンドに参加。1979年、石川恵樹・発地伸男らと共にロックバンド「TALIZMAN」を結成し、リーダー兼メインボーカルとして海援隊らのバックバンドなどを務める。
前後してTBSブリタニカの英語教材用の楽曲をタケカワユキヒデのプロデュースで歌唱したのをきっかけに歌手としても活動した。主にアニメーションなどのタイアップ楽曲を担当し、1980年代以降はハーリー木村、HARRYの名前で活躍した。しかし、仕事に追われる日々に嫌気が差し、1983年に公開されたアニメ映画『はだしのゲン』の主題歌を歌唱したのを最後に表舞台から姿を消す。
その後、北海道の放浪の旅で旧知のシンセサイザー奏者である伊藤詳と再会。ボランティア活動の一環で伊藤と共に全国各地を回ってライブを行う。一時期、オリジナルビデオの音楽を担当していたこともあったが、メジャーから離れた後の音楽活動はライブに限定し、レコーディング参加や楽曲提供などは行っていない。
2016年11月2日、長い沈黙を破り、メジャー時代の作品をまとめた自身初となるベスト・アルバム『木村昇 オール・タイム・ベスト-HARRY Works-』がリリースされた。
2018年8月27日、書籍のインタビューを受けたこと、今後の活動名義は木村昇にすることをTwitterで発表した。後にこれは2019年秋出版予定の『アニソンシンガーグラフィティー』のインタビューであったことが明らかになったが、延期ののち進展がないまま企画が凍結する。
個人事務所「シュテルンプロジェクト」を立ち上げ、音楽活動を本格化させつつあったが、2019年7月9日に同居中の知人への暴行の容疑で逮捕される。この時、歌手・木村昇こと韓国籍の李昇辰容疑者と報道された。事件を契機に再び沈黙する。
2024年10月18日、死去。享年72。かねてより癌で闘病生活を送っていた。訃報は同年10月21日に公表された。

## 主な楽曲

### 歌唱
ウルトラマン80などTALIZMANとしての歌唱曲も多い
- LOVE IS EVERYTHING（NTV『ルパン三世 (TV第2シリーズ)』ED主題歌）
- しゃれた沈黙 LEAVE YOU（NTV『ルパン三世 (TV第2シリーズ)』挿入歌）
- 愁いの街〜HOW CAN YOU LOVE THE CITY（NTV『大激闘マッドポリス'80』主題歌）
- 青い地球は母の星（ANB『宇宙刑事ギャバン』挿入歌）※ハーリー木村名義
- 輝く王者ドルギラン（ANB『宇宙刑事ギャバン』挿入歌）※ハーリー木村名義
- MIDNIGHT SUBMARINE（CX『未来警察ウラシマン』OP主題歌）※HARRY名義
- DREAM CITY NEO TOKYO（CX『未来警察ウラシマン』ED主題歌）※HARRY名義
- 今すぐ愛がほしい（アニメ映画『はだしのゲン』主題歌）※HARRY名義
- どこから来てどこへ行くのか（アニメ映画『はだしのゲン』ED主題歌）※HARRY名義
- ロック・ザ・ズーパーマン（漫画『超人ロック ロード・レオン』イメージソング）※ハーリー木村名義[注 3]
- BELIEVE IN YOU（漫画『超人ロック ロード・レオン』イメージソング）※ハーリー木村名義[注 3]
- YOU ARE CRAZY,キャプテン（漫画『超人ロック ロード・レオン』イメージソング）※ハーリー木村名義[注 3]
- エスパー・ファイティング（漫画『超人ロック ロード・レオン』イメージソング）※ハーリー木村名義[注 3]
- 愛のオデッセイ（漫画『超人ロック ロード・レオン』イメージソング）※ハーリー木村名義[注 3]
- テクノボイジャー（CX『科学救助隊テクノボイジャー』OP主題歌）※ハーリー木村名義
- 宇宙はひとつ（CX『科学救助隊テクノボイジャー』ED主題歌）※ハーリー木村名義
- ロッテ イタリアーノ アイスクリーム CMソング

### 作曲
歌
- JODAN JODAN（海援隊）
- 娘たちよ（西田敏行）
- コールガール〜夜明けのマリア〜（MIE)
- ウルトラマン80（TBS『ウルトラマン80』前期OP主題歌）
- がんばれウルトラマン80（TBS『ウルトラマン80』後期OP主題歌）
- レッツ・ゴー・UGM（TBS『ウルトラマン80』前期ED主題歌）
- 地球人だよ（TBS『ウルトラマン80』後期ED主題歌）
- 夢を飲まないか（金沢明子）
- ラブ・イズ・オール （堀江美都子）
- 黄昏うらない（秋野暢子）
- 若い河のように（町田義人）
- 日生ファミリースペシャル『 姿三四郎』より『日暮れの少女』1981年

劇中音楽
映画・オリジナルビデオ
- 『極道拳』1994年
- 『銀座警察 武闘派刑事』1994年
- 『武闘派刑事2 HEART CRASH』1995年
- 『渡世無頼』1995年

参考：Movie Walker、JASRAC